# Neferneferuaten
Ankhkheperure Neferneferuaten là một người phụ nữ đã trị vì như một pharaon vào cuối thời Armana thuộc Vương triều thứ 18. Nhiều khả năng bà là công chúa Meritaten - con gái của pharaoh Akhenaten và nữ hoàng Nefertiti hoặc có thể chính là nữ hoàng Nefertiti.
Bà được xác định là nữ giới dựa vào tên hiệu Akhet-en-hyes (tạm dịch: "Có ảnh hưởng đến chồng của cô ấy"), được tìm thấy trên một khung vỏ đạn (cartouche). Nếu đúng Neferneferuaten là nữ hoàng Nefertiti, thì theo nhà Ai Cập học Zahi Hawass, triều đại của bà đánh dấu sự sụp đổ của thời kỳ Armana và phải quay về thành phố cũ Thebes.
Những vua kế vị thời này rất khó hiểu, do các vua đời sau, bắt đầu từ Horemheb, xóa bỏ.

## Trị vì
Sự cai trị ngắn ngủi của Smenkhkare và Neferneferuaten cùng những bằng chứng ít ỏi nhưng khá mơ hồ về thời kỳ chuyển tiếp từ Akhenaten sang Tutankhamun khiến các nhà khảo cổ khó hình dung rõ ràng được những sự kiện diễn ra vào thời đó.
Theo nhà Ai Cập học Aidan Dodson, Smenkhkare đồng nhiếp chính khoảng 1 năm với Akhenaten kể từ năm thứ 13, trong khi James Allen thì cho rằng Smenkhkare là người kế vị Neferneferuaten. Tại Hội nghị chuyên đề về pharaoh Horemheb diễn ra vào năm 2011, người ta cho rằng, Neferneferuaten đã cai trị ít nhất 2 năm.

### Manetho
Manetho là một giáo sĩ sống vào thời Ptolemaios thế kỷ 3 TCN. Theo Bảng tóm tắt của Manetho, thì Acencheres cai trị trong 2 năm 1 tháng. Theo Marc Gabolde, Acencheres chính là Neferneferuaten. Tuy nhiên, bằng chứng này cũng vẫn không đủ tin cậy vì nhiều hạn chế.

## Bằng chứng

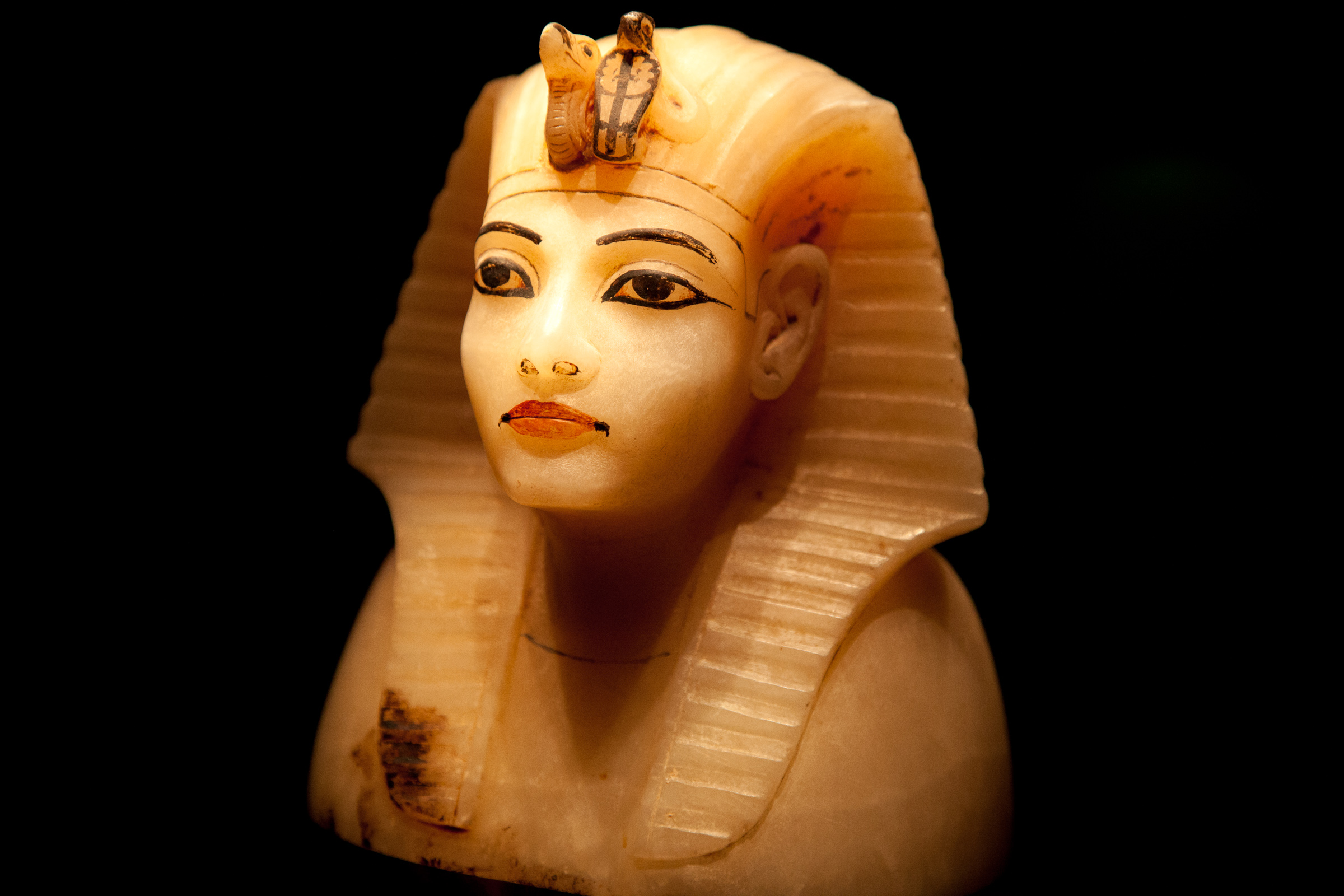
Nhiều bình canopic được tìm thấy trong KV62 có nét nữ tính. Nhiều nhà khoa học cho rằng, những bình này ban đầu dành cho một nữ pharaoh và được dùng lại cho Tut

Theo nhà nghiên cứu Nicholas Reeves, những món đồ tùy táng trong lăng mộ của Tut (KV62) được cho là dành cho Neferneferuaten, bao gồm những chiếc bình canopic, một số rương hòm bằng vàng và nhiều bức tượng người shabti. Trong số đó còn có tấm đeo ngực bằng vàng tinh xảo mô tả nữ thần Nut.
Vào năm 2015, Reeves công bố bằng chứng cho thấy, một khung cartouche trên chiếc mặt nạ vàng nổi tiếng của Tut có khắc tên "Ankheperure mery-Neferkheperure". Do đó, chiếc mặt nạ này ban đầu có thể được dự tính làm cho Neferneferuaten, có thể dành cho chính nữ hoàng Nefertiti. Nhiều suy đoán rằng, Neferneferuaten đã bị lật đổ, và bà được chôn với những đồ tùy táng khác, có thể là của Akhenaten. Và vì mọi đồ dùng đều được chôn theo Tutankhamun, rất có thể bà không được táng theo đúng nghi thức dành cho một nữ hoàng.
Một chiếc hộp gỗ của Smenkhkare cũng đã đề cập đến tên bà là Neferkheperure-Waenre, Ankhkheperure Mery-Neferkheperure và Neferneferuaten Mery-Waenre. Reeves cho rằng, Neferneferuaten đã cho khôi phục lại sự thờ cúng thần Amun vào cuối thời trị vì của bà, dựa vào những dòng chữ và hình vẽ trong ngôi mộ TT139.

## Thân thế
Vào cuối thế kỷ 20, các nhà nghiên cứu mới đồng thuận rằng, Neferneferuaten là một nữ hoàng và Smenkhkare là một nam hoàng. Họ đưa ra nhiều giả thuyết để xác định Neferneferuaten là ai, và mỗi người đều có một lập luận riêng cho mình trong cuộc tranh luận này.

### Nefertiti

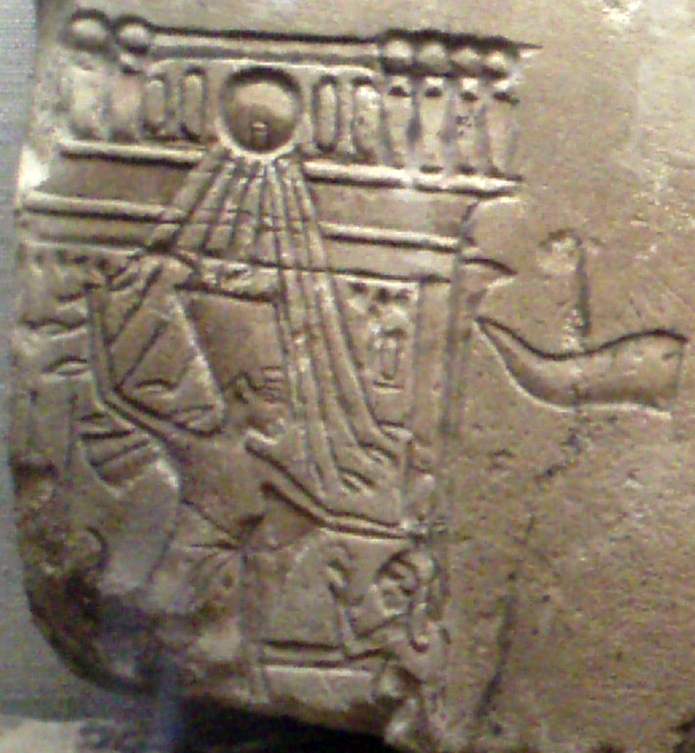
Nữ hoàng Nefertiti ra trận

Nữ hoàng Nefertiti là "ứng cử viên" ban đầu cho vị trí này, lần đầu được đề xuất bởi John Harris vào năm 1973. Vào những năm 70, một giả thuyết cho rằng Nefertiti đã sửa tên mình thành tên một vị pharaoh nam giới, đó là Smenkhkare. Quan điểm này vẫn được sự đồng tình của Nicholas Reeves (2001) và Aidan Dodson (2004).
Những mảnh thạch cao còn sót lại có khắc tên Neferneferuaten được tìm thấy tại cung điện phía bắc Armana, nơi ở của Akhenaten và Nefertiti, làm củng cố thêm giả thuyết này. Nefertiti thậm chí đã tham gia chiến trường cùng với chồng bà, cho thấy sự nổi bật và uy quyền mà chưa từng có người phụ nữ nào có được.
Một đối thuyết nhằm bác bỏ quan điểm này cho rằng, nữ hoàng Nefertiti đã chết sau năm thứ 12 của triều đại Akhenaten. Trong khoảng 200 bức tượng shabti được chôn theo Akhenaten, có một cái duy nhất dành riêng cho bà. Những cuốn sổ rượu trong khối tài sản của bà cũng đã chấm dứt vào năm thứ 13 của Akhenaten. Điều này cho thấy bà đã chết trước ông.
Giả thuyết này đã cho là không chính xác, nhưng một bằng chứng lại được đưa ra cho thấy, nữ hoàng Nefertiti vẫn còn sống tới năm trị vì thứ 16 của chồng bà. Tháng 12 năm 2012, Đoàn khảo cổ học Leuven công bố rằng họ tìm được một văn bản khắc trên đá vôi tại Armana. Văn bản bị hư hỏng khá nặng, nhưng vẫn nhìn rõ được dòng chữ được ghi vào ngày 15 của năm thứ 16, "Người vợ hoàng gia vĩ đại, Tình yêu của ông, Nữ thần của 2 vùng đất, Neferneferuaten Nefertiti".

Bản khắc này đã được đưa lên một tạp chí vào năm 2014. Vì vậy, giả thuyết Nefertiti là nữ pharaoh được gọi là Neferneferuaten trở nên khá mạnh mẽ. Nhiều nhà Ai Cập, trong đó có Dodson, cho rằng Neferneferuaten đã đồng nhiếp chính trong 3 năm với ai đó (Smenkhkare?) và 3 năm sau đó là một triều đại độc lập của bà.

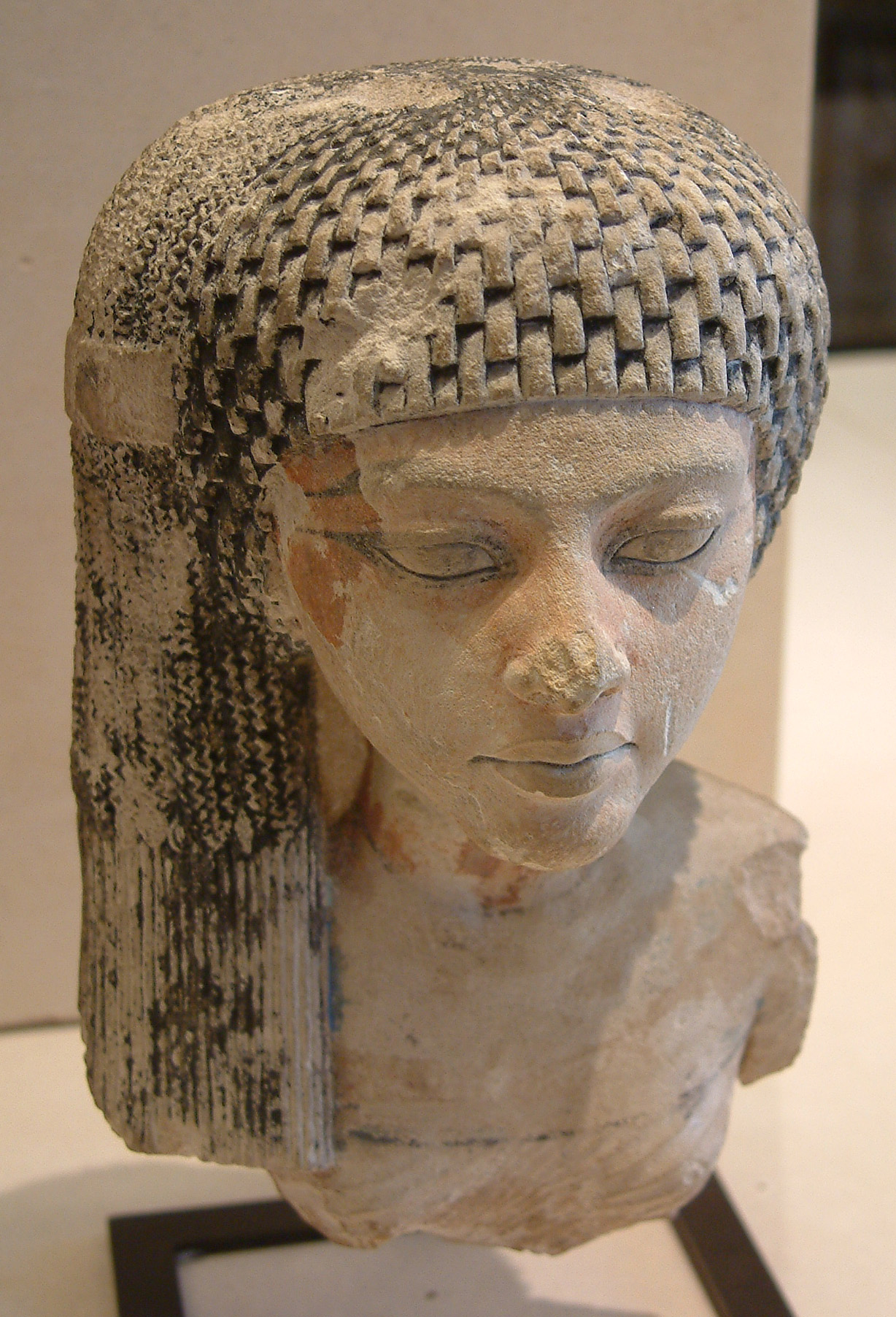
Bức tượng được cho là của Meritaten lúc trẻ

### Meritaten
Giả thuyết Meritaten là nữ pharaoh Neferneferuaten được đưa ra bởi Rolf Krauss cũng vào năm 1973. Bà là con gái lớn của Akhenaten và Nefertiti. Bà được sắc phong danh hiệu "Người vợ hoàng gia vĩ đại" bởi chồng bà Smenkhkare, cũng là đồng nhiếp chính với bà.
Theo Bảng tóm tắt của Manetho, Akenkheres là một người con gái của Oros. Các nhà Ai Cập học đều đồng ý rằng Oros chính là Akhenaten, và sự xuất hiện của công chúa Meritaten sẽ phù hợp với mô tả của Manetho. Nhiều người cho rằng sau khi chồng của công chúa qua đời, bà đã đồng nhiếp chính với em trai là Tutankhamun. Aidan Dodson lẫn Bill Murnane đều không đồng ý vì tên và danh hiệu của Neferneferuaten và Meritaten cho thấy họ là những cá nhân riêng biệt.

### Neferneferuaten-tasherit
Năm 2006, James Allen cho rằng Neferneferuaten-tasherit, công chúa thứ tư của Akhenaten và Nefertiti có thể là Neferneferuaten. Allen giải thích phần "tasherit" trong tên của công chúa có thể đã bị lược bỏ. Theo những dẫn chứng trên, nữ hoàng Nefertiti mất vào năm 13. Nhằm cố gắng sinh ra một người thừa kế nam, Akhenaten đã lấy chính những người con gái của mình làm vợ. Tuy nhiên, khi Akhenaten qua đời, công chúa chỉ mới khoảng 10 tuổi. Và sự hiện diện của Nefertiti vào năm thứ 16 đã được xác minh làm suy yếu khả năng Neferneferuaten-tasherit là nữ hoàng Neferneferuaten.